# Antonio Nunziante
Antonio Nunziante (Napels, 26 september 1956), ook bekend onder het pseudoniem Rascal Babaloo, is een Italiaans kunstschilder en beeldhouwer die vooral bekend is om zijn metafysische en surrealistische schilderijen.

## Biografie

### Jeugd en opleiding
In 1956 werd Nunziante geboren in Napels. Met zijn familie verhuisde hij op 5-jarige leeftijd echter naar Turijn waar hij opgroeide. Nunziante experimenteerde reeds met schilderen sinds 1964 en werd beschouwd als een artistiek wonderkind. Na zijn kunstdiploma behaald te hebben op de middelbare school in Asti, Piëmont, studeerde hij twee jaar aan de Academie voor Schone Kunsten (Accademia Libera del Nudo) in Turijn.
In 1975 begon zijn carrière als professioneel schilder te bloeien en volgde hij in Firenze een specialisatiejaar waarbij hij de techniek aanleerde om meesterwerken te restaureren. Daar kreeg hij de kans om de geheimen van de oude meesters rechtstreeks te leren van Florentijnse schilders, erfgenamen van de traditie van de Italiaanse Renaissance.

### Stijl en techniek
Nunziante combineert de technische kwaliteit van de oude meesters als Leonardo da Vinci en Caravaggio met een rijke verbeeldingskracht. Naast zuivere olieverfschilderijen maakt Nunziante eveneens schilderijen waarbij hij gebruik maakt van zowel olieverf als tempera, een verfsoort die gecreëerd wordt door droge, poedervormige pigmenten te vermengen met eierdooier en water. Deze “Egg Tempera”-techniek pastte hij onder meer toe voor de werken “Onirico Veneziano” (2005) en “Neverending Beauty” (2017).
Het was de stijl van Dali die de grootste invloed had op de werken die Nunziante in de jaren zeventig produceerde. Hoewel Dali als voorloper van de metafysische kunst een constante referentie bleef, begon Nunziante ook de Grieks-Italiaanse schilder Giorgio de Chirico te bestuderen: de grondlegger van de Pittura metafisica (metafysicastijlbeweging). In vele schilderijen van Nunziante is de romantische en metafysische component sterk aanwezig, gefascineerd door de artistieke theorieën van Giorgio de Chirico en het symbolisme van de Zwitserse schilder Arnold Böcklin (1827-1901). In tientallen schilderijen refereert Nunziante letterlijk naar Böcklin’s bekendste schilderij “Het dodeneiland”.
Nunziante’s oeuvre omvat naast moderne, surrealistische werken, ook enkele meer klassieke werken, waaronder “Viva L’Italia” (1980-1981). Zijn werken worden vooral gekenmerkt door surreële approches geïnspireerd door de visioenen van Dalì, de fantasiewerelden van Boris Vallejo en veel symboliek. Hij laat zich verder ook beïnvloeden door filosofen, in het bijzonder Arthur Schopenhauer en Friedrich Nietzsche vormen een inspiratiebron.

## Tentoonstellingen

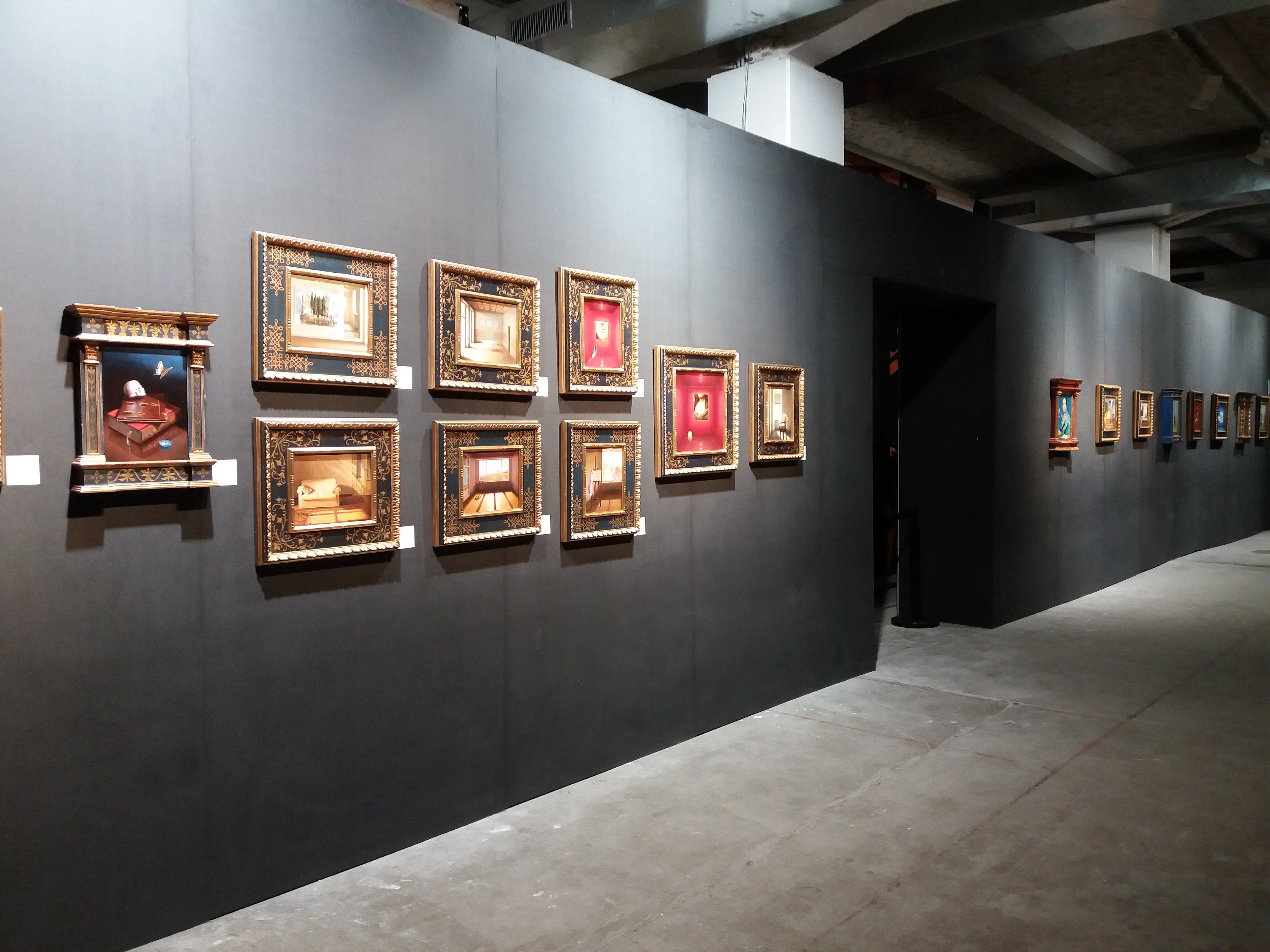
Expo Antonio Nunziante, 2017

In 1983 kreeg Nunziante de opportuniteit om deel te nemen aan de kunsttentoonstelling Art Expo in Los Angeles en New York. Hij woonde ook het atelier van Riccardo Tommasi Ferroni bij en in 1985 stelde hij werken tentoon in Spello samen met de Italiaanse kunstenaar Pietro Annigoni.
De jaren tachtig van Nunziante werden gekenmerkt door onderzoek en experimenten, door middel van conceptuele werken ondertekend onder het pseudoniem van Rascal Babaloo. Hij nam deel aan de Biënnale van Bergamo tussen 1986-1990. Zijn deelname aan tentoonstellingen in Tokio (1990) en Art Expo (1991) bevorderde zijn succes en internationale erkenning.
Zijn werken werden tentoongesteld in binnen- en buitenlandse musea, waaronder het Musée Bousset-Meaux in Parijs, het Nationaal muziekinstrumentenmuseum in Rome en het museum Oud Sint-Jan in Brugge, alsook tijdens nationale en internationale kunstbeurzen zoals Art Expo in New York en de Biënnale van Bergamo.
De appreciatie voor Nunziante’s werken nam verder toe in de jaren negentig, hetgeen resulteerde in tentoonstellingen in New York, Philadelphia, Londen, Parijs, Miami en Praag.
In 2015 vond de tentoonstelling “De Chirico, Nunziante: over the appearances” plaats in het Palazzo Mathis van Bra. Datzelfde jaar nam hij ook deel aan de tentoonstelling “From Picasso to Nunziante” op de Oud Sint-Jan in Brugge. Deze tentoonstelling werd een succes waarop de directeur van het museum, Jean-Christophe Hubert, Nunziante uitnodigde om ook deel te nemen aan een tentoonstelling over Pablo Picasso en Joan Miró die in 2016 plaatsvond.
Een jaar later vond in het Xpo Center op de site Oud Sint-Jan in Brugge een tentoonstelling plaats over Leonardo da Vinci, waar eveneens werken van Nunziante tentoon werden gesteld. De expo werd geopend door prinses Léa Wolman. Jean-Christophe Hubert hield toezicht op de artistieke leiding van de tentoonstelling. Na een periode van een half jaar in Brugge verhuisde de tentoonstelling naar Istanbul, vervolgens naar Dubai, en maakte vervolgens zes maanden durende stops in Azië en de Verenigde Staten.

## Kunstprijzen
In 2015 ontving hij van de Italiaanse president een medaille van de Torre Academy of Carrara.
In 2019 won hij drie awards tijdens de Art Santa Fe kunstbeurs:The Best Artist, The Best Artwork en The Best International Exhibitor.

## Tentoonstellingen in binnen- en buitenland (selectie)

### Europe
- 1985: Spello samen met Pietro Annigoni;
- 1986-1990: Biënnale van Bergamo;
- 1993: Tentoonstelling in de Galleria Renzo Spagnoli Arte in Florence;
- 1996: Tentoonstelling “Il Valore Della Figure”
- 2001: schilderij "Dimensioni parallele" werd tentoongesteld in het Bousset-Meaux museum in Parijs, ter gelegenheid van de tentoonstelling "Hommage a l'Ile Des Morts";
- april 2007: Home House of London;
- oktober 2007: Palais des congrès de Paris in Paris;
- december 2007: Promotrice delle Belle Arti in Turijn;
- 2009: Anthology in de Musea in Turijn en Rome;
- 2010: Tentoonstelling in de Brehova gallery in Praag;
- december 2010: Tentoonstelling Nunziante dal Caravaggio, in het kasteel Castel Sismondo in Rimini;
- 2011: Energenesi Art Gallery in Venetië, Italië;
- 2014: internationale groepstentoonstelling in het Koninklijk Paleis van Turijn;
- 2014: anthology in het Palazzo Medici-Riccardi van Florence en in het Panichi Palace in Pietrasanta
- 2015: expositie “Imago Mundi” via Sandretto Re Rebaudengo Foundation of Turin, op het Cini palace
- 2015: “Magnifico”-tentoonstelling, georganiseerd door Mantegna’s House of Mantova
- 2015: Tentoonstelling “De Chirico, Nunziante: over the appearances” in het Mathis Palace (Bra)
- 2016: “From Picasso to Nunziante” op de site Oud Sint-Jan in Brugge, België (van 1 juni 2017 tot 31 oktober 2017)
- 2016: “Contemporary Renaissance” in de kloosterrefter van Matilde van Canossa
- 20 juni-2 juli 2016: solotentoonstelling in de Pall Mall Gallery of London[18]
- 2016: deelname aan de tentoonstelling “Picasso-Mirò and Nunziante” in het Oud Sint Jan Museum (samengesteld door Jean-Christophe Hubert);
- 2016-2018: Arte Genova, Padova, Italië;
- 1 juni – 15 augustus 2017: XPO Center Picasso, Brugge, België;
- 13 augustus – 3 september 2017: Kasteel van Waroux, Luik, België[5] ;
- 10 september – 20 oktober 2017: Arlon Palace, Arlon, België;
- 27 oktober 2017 – 30 december 2017: Aran Art Gallery, Brussel, België;
- 2018-2019: Leonardo da Vinci – The inventions of a genius in het La Sucriére Museum in Lyon
- 2019: Euro Expo Art - Vernice Art Fair 2019[19][20]
- 5 – 7 juni 2019: Gerry Building, Los Angeles, Californië;
- 18 – 19 juli 2019: Art Santa Fe Contemporary Art , Santa Fe, New Mexico;
- 8 december 2022 – 26 februari 2023: Galleria Communale d’Arte Contemporanea, Monfalcone, Italië;
- 30 september – 1 oktober 2023 - Art Parma Fair 2023
- 12-15 november 2023 - Kunstbeurs Arte Padua
- 16-18 februari 2024 - Kunstbeurs Genua

### Verenigde Staten
- 1983: Art Expo in New York en Los Angeles;
- 1991: Art Expo in New York;
- 2009: Beverly Hills, Californië, “Metaphysical & Surrealism” (David w. Street Gallery);
- 2009: Red Dot Art Fair Miami Basel in Miami;
- 2009: Atlanta, USA (De Fine Art), Nunziante Metaphysics.
- 2012: solotentoonstelling “Works” in Soho, New York (480 Broome Street, Soho);
- 2013: drie tentoonstellingen in New York; vijf werken werden tentoongesteld op het Italiaans consulaat van New York ter gelegenheid van het Italiaanse cultuurjaar 2013;
- 2016: Imago Mundi, The Art of Humanity, Pratt Institute, New York;
- 2019: Santa Fe Convention Center, Art Santa Fe Contemporary Art, New Mexico[21];
- 2021: Art Sante Fe[22]

### Azië
- 1990: tentoonstellingen in Tokio (Yonemare Country Club);
- 14-18 september 2011: tentoonstelling “New Metaphysics” op de Shanghai Art Fair (samen met Gianfranco Meggiato en Vincenzo Balsamo)[23] ;
- 2013: solotentoonstelling in Capital Club in DIFC, Dubai[24];
- 2018: Unique Expo, Istanbul, Turkije[25];

### Tentoonstellingen in musea
- 2001 - Musée Bousset-Meaux in Paris, France (Hommage a L'ile Des Morts)
- 2006 - Museo Nazionale degli Strumenti Musicali, Rome, Italië
- 2007 - Palazzo della Promotrice delle Belle Arti, Turijn, Italië,
- 2011 - Palazzo Comunale, Fiesole, Italië
- 2011 - Palazzo Isimbardi, Milaan, Italië
- 2011 - Palazzo Ducale in Genoa, Italië
- 2014 - Palazzo Medici, Firenze, Italië
- 2015 - Fondazione Sandretto Re Rebaudengo, Turijn, Italië
- 2015 - Fondazione Cini in Venetië, Italië”
- 2015 - Palazzo Matis in Bra, Italië – “De Chirico, Nunziante: Oltre alle apparenze
- 2016 - Londen (Pall Mall Gallery), Nunziante
- 2017 – Expo, Palais d’Arlon, België
- 2017 - Oud Sint-Jan, Brugge, België
- 2017 - Château de Waroux, Luik, België – “De Picasso à Bacon - Portraits du XXe Siécle”
- 2018 - La Sucriére Museum in Lyon

bron:

## Trivia
- Nunziante werd gekoppeld aan de Italiaanse kok Gaetano Trovato in het televisieprogramma L’Arte in Cucina van de Sky-tv zender Il Gambero Rosso Channell. Net zoals een gastronomisch gerecht gepaard gaat met een uitzonderlijke wijn, zo worden internationaal gerenommeerde schilders en beeldhouwers in het programma gecombineerd met de beste lokale keuken.[27]
- Nunziante heeft één zoon, Davide Nunziante (Giaveno, 20/12/1979). Zijn zoon schildert eveneens en helpt zijn vader met het organiseren van tentoonstellingen.